# Шамбронкур
Шамбронкур (фр. Chambroncourt) насеље је и општина у североисточној Француској у региону Шампањ-Арден, у департману Горња Марна која припада префектури Шомон.
По подацима из 2011. године у општини је живело 42 становника, а густина насељености је износила 4,13 становника/km². Општина се простире на површини од 10,18 km². Налази се на средњој надморској висини од 376 метара.

## Демографија
| 1962. | 1968. | 1975. | 1982. | 1990. | 1999. | 2011. |
| ----- | ----- | ----- | ----- | ----- | ----- | ----- |
| 42    | 62    | 48    | 45    | 42    | 41    | 42    |

График промене броја становника у току последњих година